# Liste des arrêtés de protection de biotope des Côtes-d'Armor
La liste des arrêtés de protection de biotope des Côtes d'Armor présente les arrêtés de protection de biotope du département des Côtes-d'Armor.

L’arrêté de protection de biotope est un outil réglementaire issue de la loi du 10 juillet 1976, relative à la protection de la nature. La création d'un arrêté de protection de biotope revient au préfet de département, généralement sur proposition d’association de protection de la nature.

## Liste
| Nom                   | commune               | Date de création           | Superficie(ha) | Motif de la protection | Remarques                                                                                         | Localisation | Illustration |
| --------------------- | --------------------- | -------------------------- | -------------- | --- | ------------------------------------------------------------------------------------------------- | ------------ | ------------ |
| Landes de Locarn      | Locarn                | Arrêté du 14 octobre 1994  | 172,32         | Avifaune : busard cendré, busard Saint-Martin, courlis cendré, Flore : rossolis (drosera rotundifolia, drosera intermedia) | Géré par le Conseil général des Côtes-d'Armor et l'association de protection des Landes de Locarn |              |              |
| Landes de la Poterie  | Lamballe              | Arrêté du 29 décembre 1989 | 54,91          | Faune : triton de Blasius, Flore : pilulaire, spiranthe d'été                                                              | Géré par l'association VivArmor Nature                                                            |              |              |
| Îlot de la Colombière | Saint-Jacut-de-la-Mer | Arrêté du 1er août 1985    | 15             | Avifaune marine : sterne pierregarin, sterne caugek et sterne de dougall                                                   | Géré par le Conseil général des Côtes-d'Armor et l'association Bretagne vivante                   |              |              |
| Tertre corlieu        | Lancieux              | Arrêté du 6 mars 1995      | 16,32          | Flore : 7 espèces protégées dont 5 sont des orchidées                                                                      | Propriété du Conservatoire du littoral                                                            |              |              |
| Mare de Kerdranet     | Plouagat              | Arrêté du 4 avril 2006     | 9              | |                                                                                                   |              |              |